# Сторожівська сільська рада
Сто́рожівська сільська́ ра́да — орган місцевого самоврядування в Корецькому районі Рівненської області. Адміністративний центр — село Сторожів.

## Загальні відомості
- Сторожівська сільська рада утворена в 1990 році.
- Територія ради: 20,546 км²
- Населення ради: 698 осіб (станом на 2001 рік)
- Територією ради протікає річка Корчик.

## Населені пункти
Сільській раді підпорядковані населені пункти:
- с. Сторожів

## Склад ради
Рада складається з 16 депутатів та голови.
- Голова ради: Бондарчук Катерина Миколаївна
- Секретар ради: Літвінчук Олена Іванівна

### Керівний склад попередніх скликань
| Прізвище, ім'я, по батькові   | Основні відомості                                                                       | Дата обрання | Дата звільнення |
| ----------------------------- | --------------------------------------------------------------------------------------- | ------------ | --------------- |
| Бондарчук Катерина Миколаївна | Сільський голова, 1960 року народження, освіта середня спеціальна, член Народної партії | 26.03.2006   | 31.10.2010      |
| Бондарчук Катерина Миколаївна | Сільський голова, 1960 року народження, освіта середня спеціальна, позапартійна         | 31.10.2010   |                 |

Примітка: таблиця складена за даними сайту Верховної Ради України